# Kapellen in Dreßlen-Vorholz (Alberschwende)

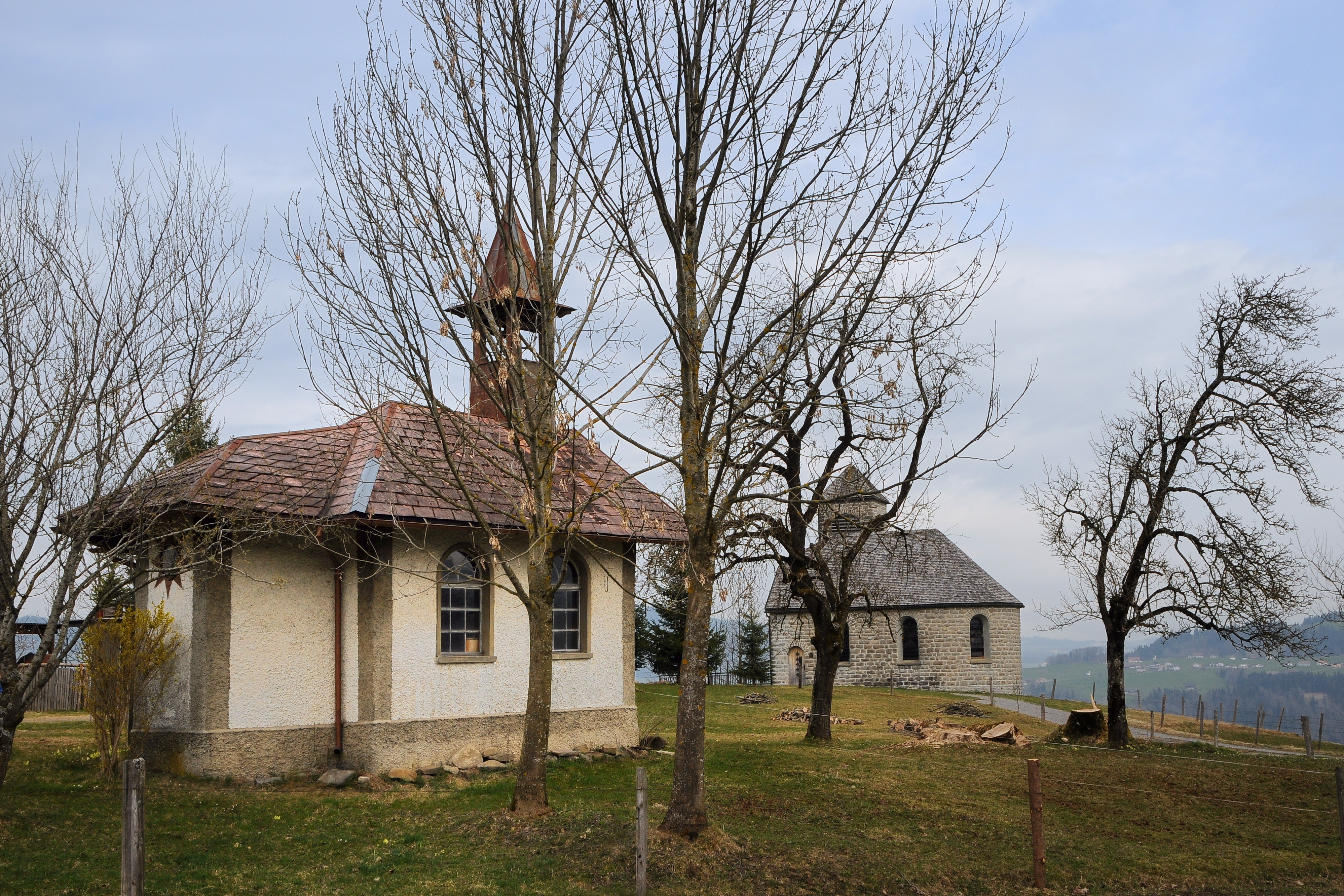
Kapellen in Dreßlen-Vorholz

Im Ortsteil Dreßlen-Vorholz der Gemeinde Alberschwende im Bregenzerwald im Bundesland Vorarlberg stehen zwei Kapellen in nur sehr geringer Entfernung zueinander: die Fátimakapelle und die Marienkapelle. Beide Kapellen stehen unter Denkmalschutz.

## Fátimakapelle
Während des Zweiten Weltkrieges gelobten die Pfarrangehörigen von Alberschwende, eine Kapelle zu errichten, sollten die Gemeinde und sie, den Krieg möglichst ohne Schaden überstehen.
Da dies eintrat, erfüllten sie auch ihr Gelöbnis und errichteten eine sehr schlichte Kapelle auf einem der imposantesten Aussichtspunkten in der Parzelle Vorholz. Die Kapelle wurde nach der  Fertigstellung 1953 eingeweiht. Sie ist dem Schutz der Gottesmutter von Fátima unterstellt.
Die Kapelle ist ein sehr schlichter Rechteckbau mit Rundapsis gemauert aus Naturstein. Sie hat ein Krüppelwalmdach und der Nordturm ein Kegeldach.
An der Südfassade befindet sich ein Rundbogenportal und zwei Rundbogenfenster. An der Westfassade hat sie ein Rosettenfenster.
Der Innenraum ist zum Holzdachstuhl hin offen. Der Kruzifix am Altar und die Fátima-Madonna an der linken Langhauswand stammen von Jakob Summer aus dem Jahr 1983. 

## Marienkapelle
Die Kapelle ist der Gottesmutter Maria geweiht und wurde 1925 als Rechteckbau errichtet. Unter dem Satteldach mit Glockentürmchen über der Eingangsfassade, hat sie einen eingezogenen flachen 3/8-Chor. Die Kapelle hat eine eingezogene Flachdecke. In den Chorzwickeln befinden sich Bilder des Herzen Jesu und des Herzens Mariens.
Die Kapelle hat einen neuromanischen Altaraufbau.
Der linke Seitenaltar ist der hl. Anna geweiht, der rechte dem hl. Josef.

## Ansichten

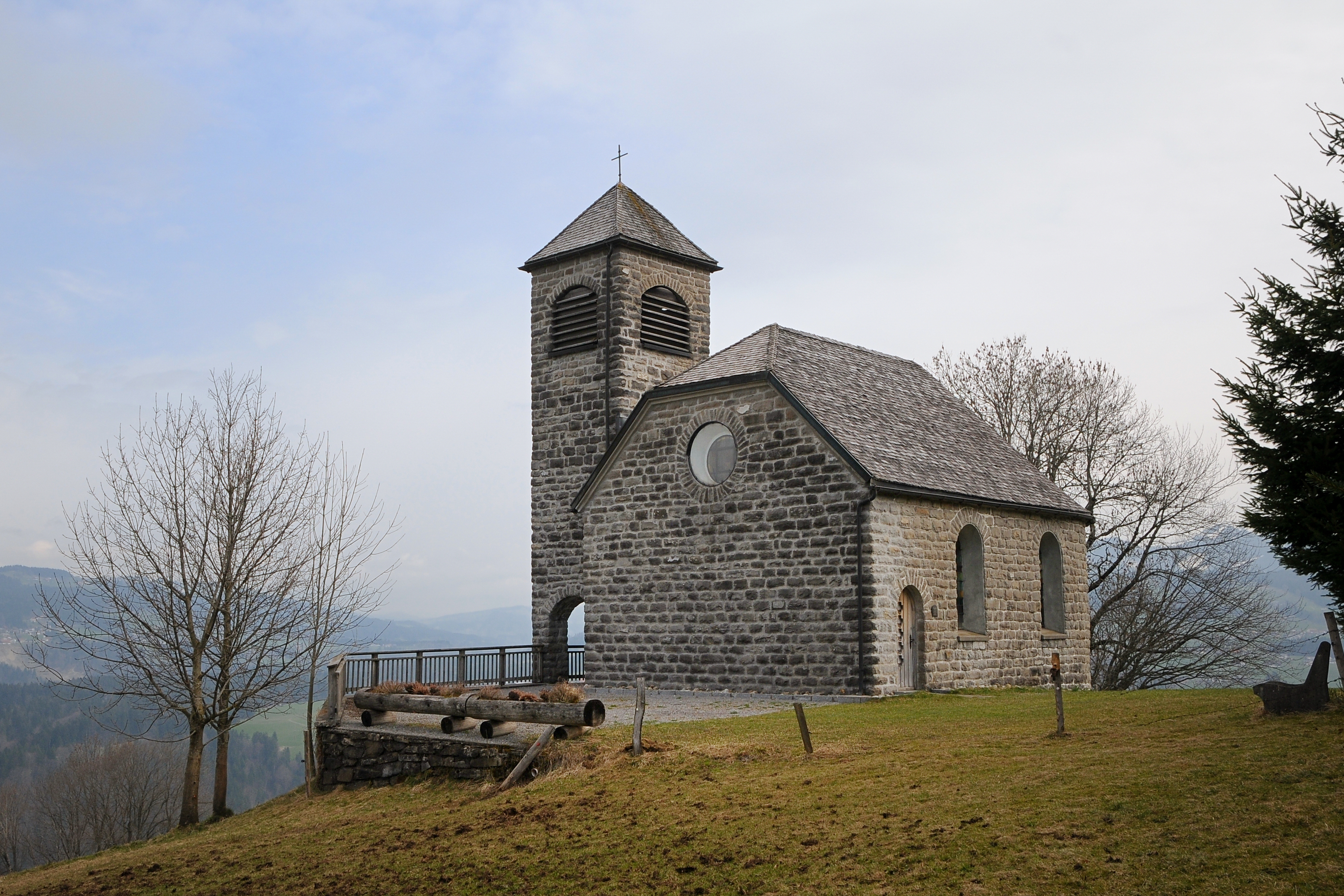
Fátimakapelle in Richtung Osten
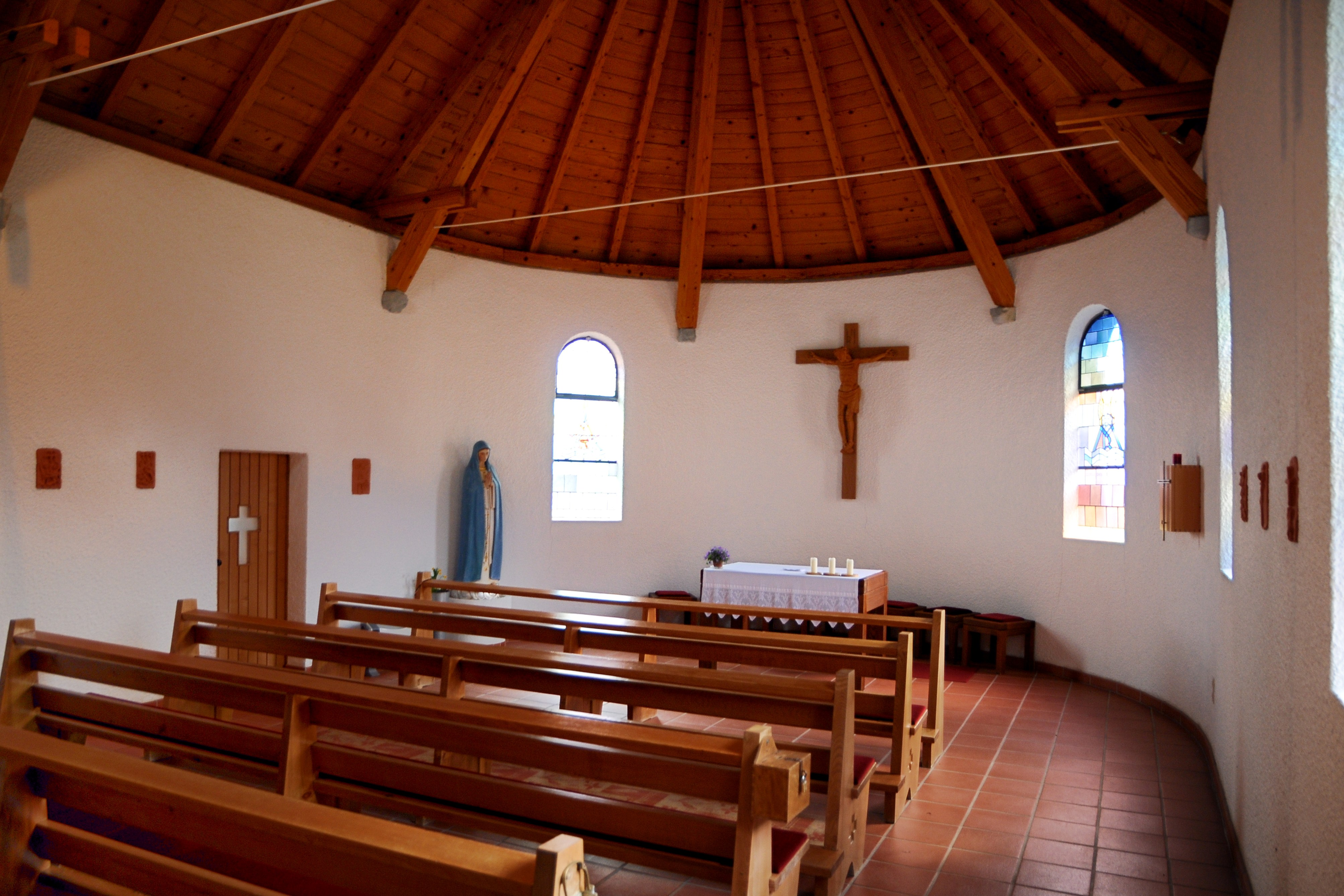
Innenansicht der Fátimakapelle
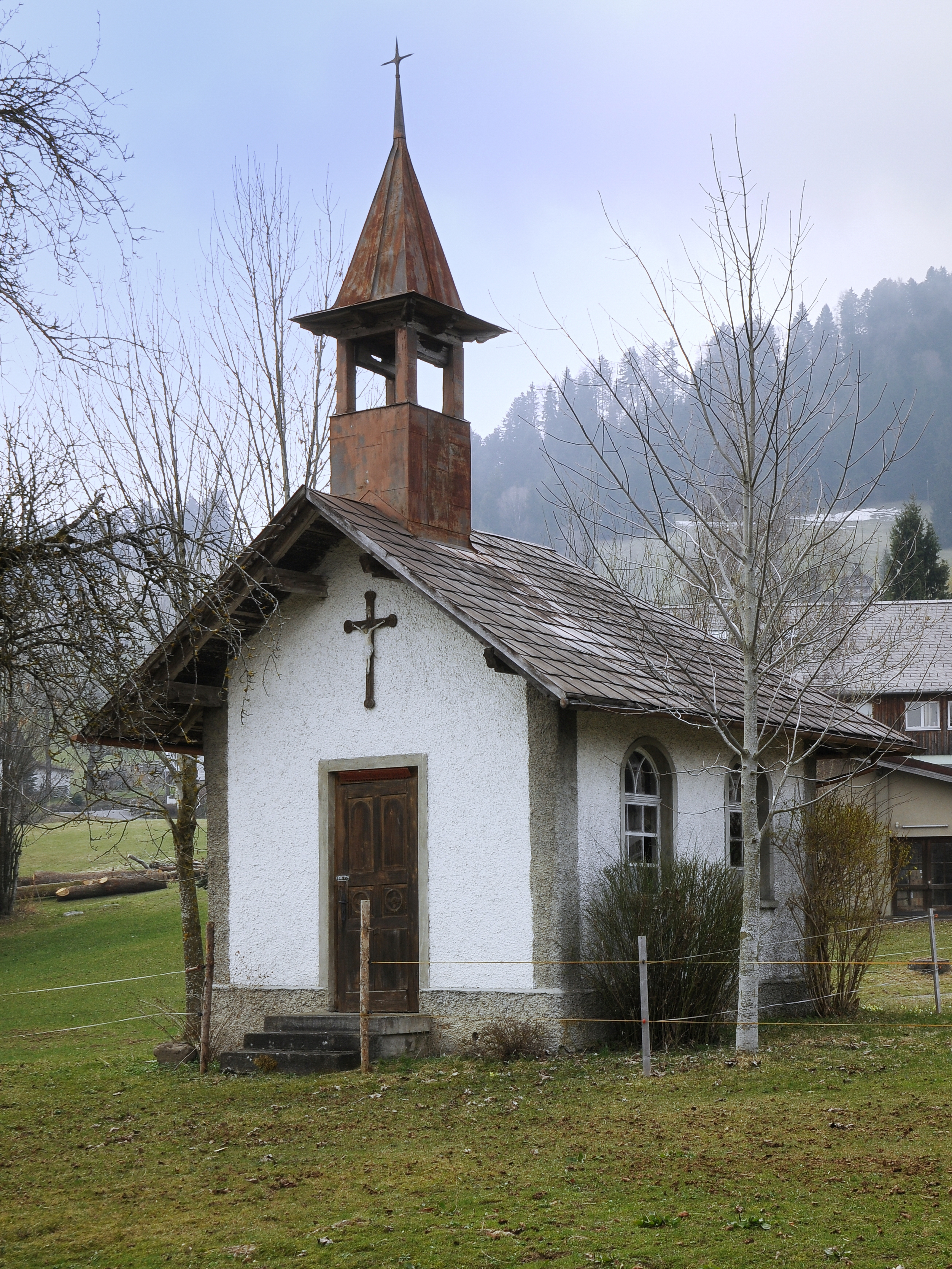
Marienkapelle in Richtung Süden
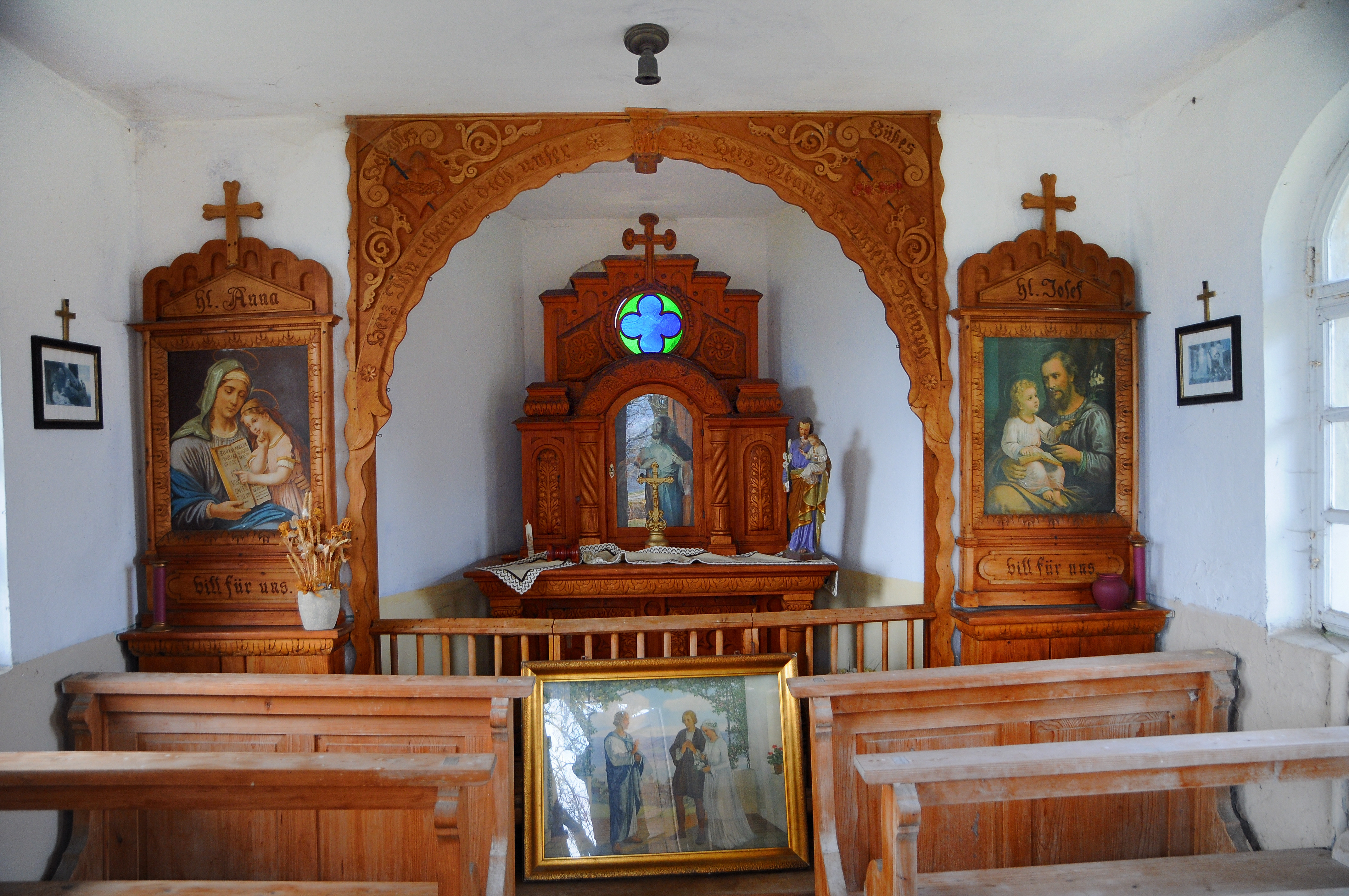
Innenansicht der Marienkapelle